# Mamaia Idu Trophy 2012
Il Mamaia Idu Trophy 2012 è stato un torneo di tennis facente parte della categoria ITF Women's Circuit nell'ambito dell'ITF Women's Circuit 2012. Il torneo si è giocato a Mamaia in Romania dal 27 agosto al 2 settembre 2012 su campi in terra rossa e aveva un montepremi di $25,000.

## Vincitori

### Singolare
Sharon Fichman ha battuto in finale  Patricia Maria Țig con il punteggio di 6–3, 6(5)–7, 6–3.

### Doppio
Elena Bogdan /  Ioana Raluca Olaru hanno battuto in finale  Danka Kovinić /  Tadeja Majerič con il punteggio di 7–6(4), 6–3.